# Núi Thái Bình (Đài Loan)
Núi Thái Bình (chữ Hán: 太平山, Hán Việt: Thái Bình Sơn hay Thái Bình San) là một ngọn núi tọa lạc ở hương Đại Đồng, huyện Nghi Lan, Đài Loan. Cùng với Bát Tiên Sơn và A Lý Sơn, đây là một trong 3 khu vực giải trí trong rừng lớn của Đài Loan. Núi Thái Bình có độ cao 1950 m trên mực nước biển và là nơi phong phú về tài nguyên sinh học. Trong khu vực núi Thái Bình có hồ Thúy Phong nổi tiếng với phong cảnh đẹp, là hồ lớn nhất trên núi cao của đảo Đài Loan.